# Zichron Ja'akov
Zichron Ja'akov (hebrejsky זִכְרוֹן יַעֲקֹב‎, doslova „Vzpomínka na Ja'akova“, v oficiálním přepisu do angličtiny Zikhron Ya'aqov, přepisováno též Zikhron Ya'akov) je místní rada (menší město) v Izraeli, v Haifském distriktu.

## Dějiny
Zichron Ja'akov byl založen roku 1882. V prosinci 1882 zde zakoupila skupina 100 členů organizace Chovevej Cijon z Rumunska zemědělské pozemky s úmyslem se tu trvale usadit. Osada byla zpočátku nazývána Zamrin (זמרין). Šlo o třetí židovskou osadu, která v Palestině vznikla během první aliji. Terén a půda ale byla nehostinná a osadníky navíc postihla malárie. Velká část osadníků vesnici opustila. Roku 1883 se židovským osadníkům rozhodl pomoci baron Edmond James de Rothschild. Ten osadu pojmenoval podle svého otce, barona Jamese Mayera de Rothschilda. Podle odborných plánů došlo k navržení zemědělské vesnice s domy řazenými podél hlavní cesty (dnes historické a turisticky využívané jádro města). Roku 1886 byla v obci dobudována nová synagoga Ohel Ja'akov (אהל יעקב), jejíž výstavbu financoval baron Rotschild. Ekonomika obce se postupně zaměřila na pěstování a výrobu vína. Roku 1885 tu byl založen první vinařský podnik v tehdejší turecké Palestině. Roku 1892 byla sice réva napadena nemocí a muselo se začínat znovu, ale později se produkce vína stala trvalým zdrojem příjmů.

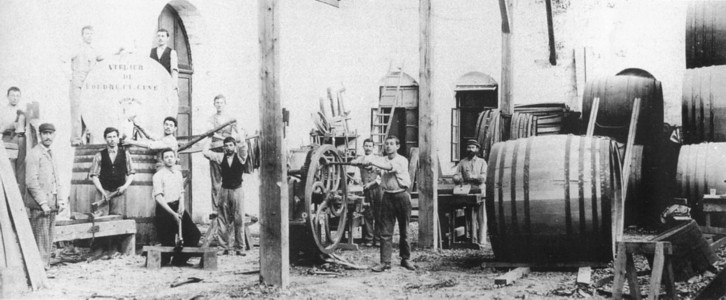
Výroba sudů na víno v Zichron Ja'akov v 90. letech 19. století

Obec byla organizována jako soukromě hospodařící zemědělská vesnice typu mošava. Roku 1900 přešla vesnice pod Židovské kolonizační sdružení, stále ale pod dohledem barona Rotschilda. Obyvatelé vesnic, které byly doposud sponzorovány Rotschildem, tomu oponují a delegace farmářů ze Zichron Ja'akov kvůli tomu dokonce cestuje do Evropy. Roku 1900 také napadli Arabové nedalekou osadu Chadera a mladí muži ze Zichron Ja'akov byli nasazeni na její obranu. Vesnice se stávala centrem sionistické agitace. Roku 1903 se zde konal sjezd židovských osadníků z celé Palestiny ha-Knesija ha-erecjisra'elit (הכנסייה הארצישראלית) za předsednictví Menachema Usiškina a brzy poté se zde vytvořila i Asociace hebrejských učitelů - první židovská odborová organizace v tehdejší Palestině. Roku 1906 předal baron Rotschild vinařské podniky v Zichron Ja'akov a Rišon le-Cijon do správy a kolektivního vlastnictví místních farmářů. Roku 1912 do Zichron Ja'akov dorazila skupina jemenitských Židů, kteří se tu usadili.

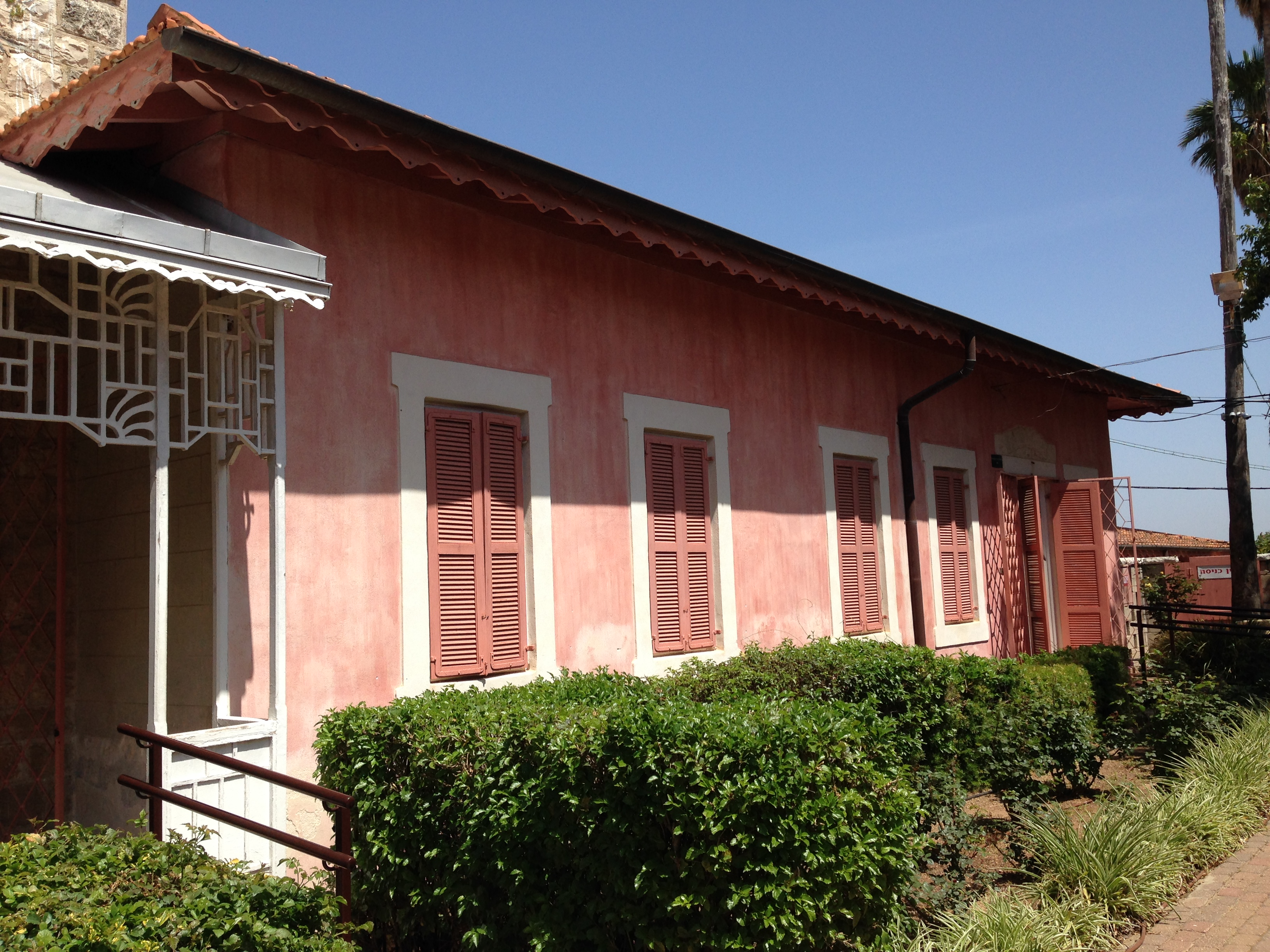
Dům Aaronsohnových, kde od roku 1956 sídlí muzeum skupiny Nili

Během první světové války v obci působila okolo místního obyvatele, významného botanika Aarona Aaronsohna židovská probritská špionážní síť Nili. V roce 1917, poté, co turecké úřady nechaly vysídlit židy z Jaffy a Tel Avivu, se do Zichron Ja'akov uchýlili někteří z těchto běženců. V září 1918 byla oblast okolo Zichron Ja'akov dobyta britskou armádou. Během britského mandátu nad Palestinou Zichron Ja'akov prosperoval. Místní zemědělství se rozšířilo i na pěstování oliv, tabáku a květin. I zde se ale projevilo arabské povstání, které propuklo roku 1936. V květnu toho roku napadla skupina Arabů místní pole a zničila olivový háj. V červnu zde pak Arabové zabili židovského hlídače. V červenci 1938 Arabové napadli zdejší vinice. Výsledkem potyčky byl jeden zabitý Žid a osm Arabů.
K roku 1949 správní území obce Zichron Ja'akov dosahovalo 17 861 dunamů (17,861 čtverečních kilometrů). Po roce 1948 pokračoval Zichron Ja'akov v růstu a proměně na městské sídlo. Roku 1950 získala obec statut místní rady. Roku 1954 byly ostatky barona Rotschilda a jeho ženy Ady slavnostně uloženy do pomníku poblíž města Zichron Ja'akov.

## Geografie

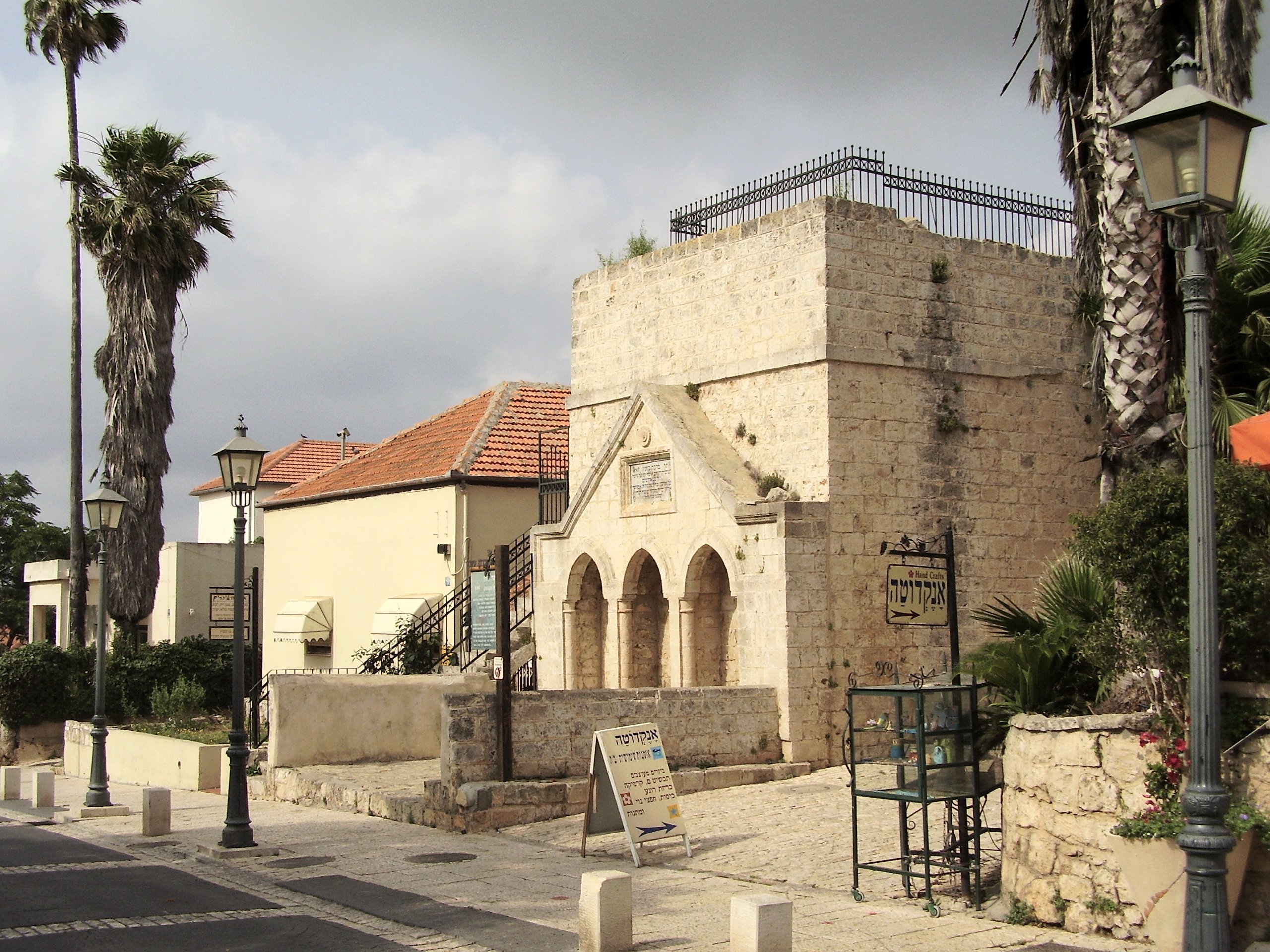
Historické jádro města

Leží v nadmořské výšce 70 metrů na pomezí západních svahů masivu Karmel respektive planiny Ramat Menaše, jež je jeho pokračováním, a okraje Izraelské pobřežní planiny. Na severním okraji obce (u vrchu Giv'at Eden) vstupuje do pobřežní nížiny hlubokým terénním zářezem vádí Nachal Dalija. Do něj ze severovýchodního okraje města, z blízkosti hory Har Zichrona, stéká vádí Nachal Zichrona. Jižně od města vybíhá pohoří Karmel ve svůj finální jihozápadní výběžek nazvaný Ramat ha-Nadiv, jehož nejzazší cíp se nazývá Chotem ha-Karmel a spolu se sousedním skalním stupněm Cukej Chotem prudce spadá do pobřežní nížiny. Z Ramat ha-Nadiv stékají do pobřežní nížiny vádí Nachal Chotem, Nachal Timsach a Nachal Kevara. Dál k jihu terén klesá k vádí Nachal Taninim. Kromě pobřežní nížiny na západní straně je město ohraničeno i údolím Bik'at ha-Nadiv, jež leží jihovýchodně od obce.

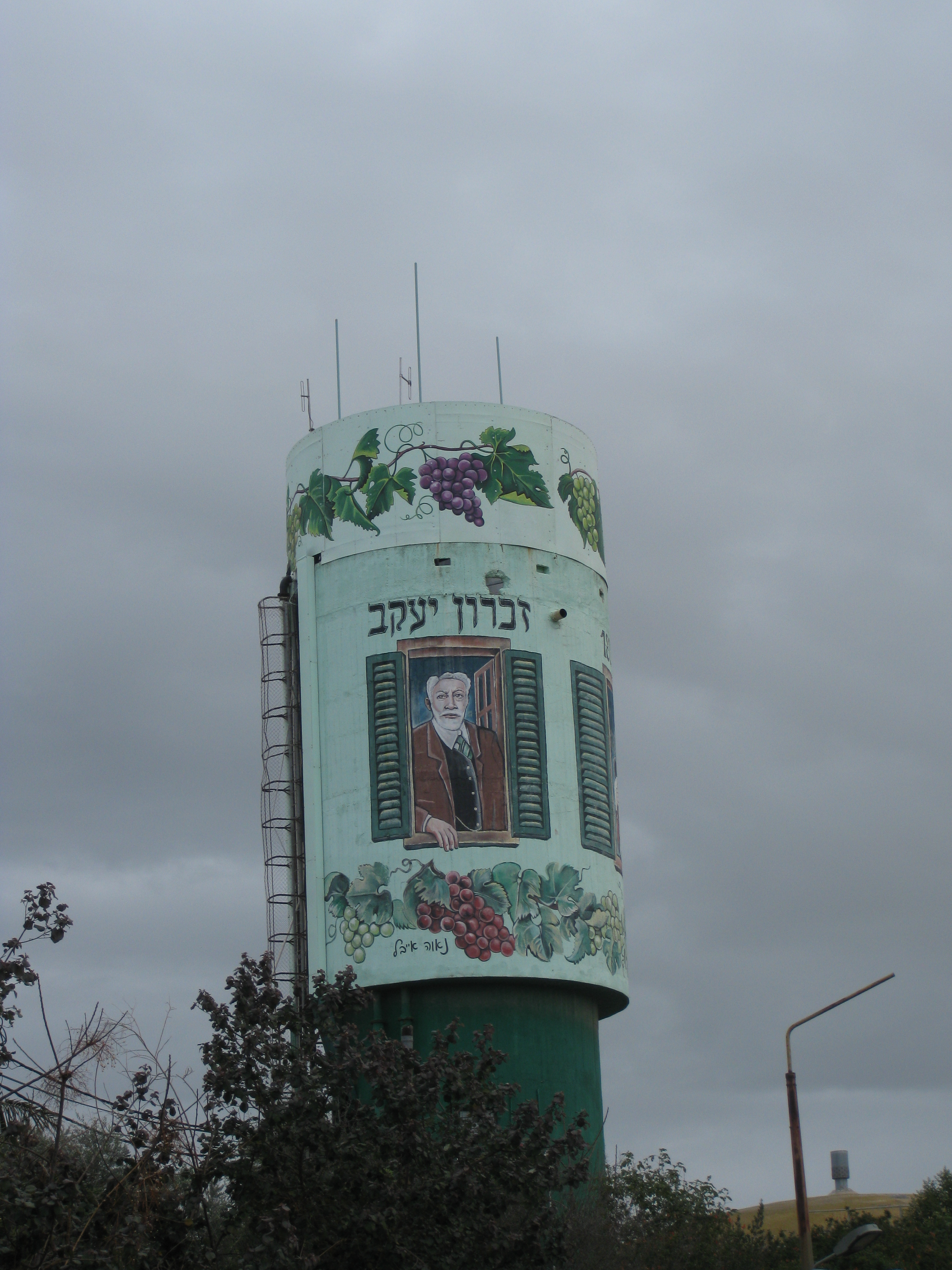
Starý vodojem v Zichron Ja'akov

Je situováno cca 15 kilometrů severoseverovýchodně od města Chadera, cca 57 kilometrů severoseverovýchodně od centra Tel Avivu a cca 25 kilometrů jižně od centra Haify, v hustě osídleném a zároveň intenzivně zemědělsky využívaném pásu cca 3 kilometry od pobřeží Středozemního moře. Osídlení v tomto regionu je ve své většině židovské, pouze na severní straně sousedí Zichron Ja'akov s menším městem Furejdis osídleným izraelskými Araby. Další menší arabské město Džisr az-Zarka leží na pobřeží Středozemního moře, cca 5 kilometrů jihozápadním směrem.
Zichron Ja'akov je na dopravní síť napojen pomocí severojižních tahů Dálnice číslo 4 a Dálnice číslo 2. Z nich zde odbočuje k východu Dálnice číslo 70, která vede přes hřeben pohoří Karmel směrem do Jizre'elského údolí. Nedaleko od města probíhá i železniční trať Tel Aviv-Haifa, ale přímo v sousedství města nemá stanici. Ta je ve městě Binjamina-Giv'at Ada.

## Demografie
Populace Zichron Ja'akov je smíšená. Převažují zde ovšem sekulární obyvatelé. Podíl nábožensky založených obyvatel dosahuje 25 %. P
Podle údajů z roku 2009 tvořili naprostou většinu obyvatel Židé - cca 18 100 osob (včetně statistické kategorie "ostatní", která zahrnuje nearabské obyvatele židovského původu ale bez formální příslušnosti k židovskému náboženství, cca 18 700 osob).
Jde o středně velkou obec městského typu s dlouhodobě rostoucí populací. K 31. prosince 2017 zde žilo 23 000 lidí.
| Rok            | 1935  | 1948  | 1949  | 1950  | 1951  | 1955  | 1961  | 1972  | 1980  | 1983  | 1990  | 1993  | 1994  | 1995  | 1996  | 1997   | 1998   | 1999   | 2000   |
| -------------- | ----- | ----- | ----- | ----- | ----- | ----- | ----- | ----- | ----- | ----- | ----- | ----- | ----- | ----- | ----- | ------ | ------ | ------ | ------ |
| Počet obyvatel | 1 650 | 1 935 | 1 850 | 3 000 | 4 200 | 4 000 | 4 393 | 4 276 | 4 800 | 4 983 | 6 500 | 8 100 | 8 700 | 9 330 | 9 900 | 10 600 | 11 500 | 12 200 | 12 900 |

| Rok            | 2001   | 2002   | 2003   | 2004   | 2005   | 2006   | 2007   | 2008   | 2009   | 2010   | 2011   | 2012   | 2013   | 2014   | 2015   | 2016   | 2017   |
| -------------- | ------ | ------ | ------ | ------ | ------ | ------ | ------ | ------ | ------ | ------ | ------ | ------ | ------ | ------ | ------ | ------ | ------ |
| Počet obyvatel | 13 700 | 14 300 | 15 000 | 15 700 | 16 400 | 17 100 | 17 800 | 18 590 | 18 719 | 19 500 | 20 200 | 20 900 | 21 400 | 22 000 | 22 500 | 22 700 | 23 000 |